# Nueve de Julio (Buenos Aires)
Nueve de Julio – miasto w Argentynie, położone w środkowej części prowincji Buenos Aires.

## Opis
Miejscowość została założona 27 października 1863 roku. W odległości 271 km od miasta, znajduje się aglomeracja i stolica kraju Buenos Aires. W mieście znajduje się węzeł drogowy-RN5 i RP65 i stacja węzłowa.